# Auricher Wiesmoor II
Auricher Wiesmoor II ist ein Stadtteil von Wiesmoor im Landkreis Aurich in Ostfriesland. Der Ort wurde ab 1878 als staatliche Fehnsiedlung von Preußen angelegt.

## Geschichte
Seinen Namen verdankt der Ort der fast mittigen Unterteilungen des Ostfriesischen Zentralhochmoores, die 1840 durch die Hannoversche Regierung vorgenommen wurde. So entstand neben dem Auricher Wiesmoor auch das Friedeburger Wiesmoor. Die Grenzlinie zwischen beiden Gebieten wird heute vom Nordgeorgsfehnkanal gebildet. Nach der Integration des Königreichs Hannover in das Königreich Preußen im Jahre 1866 wurde das Auricher Wiesmoor durch die preußische Verwaltung in das Auricher Wiesmoor I, das heute die Orte Aurich-Oldendorf, Kreismoor und Felde in der Gemeinde Großefehn umfasst sowie das südlich der beiden Wilhelmsfehne gelegene Auricher-Wiesmoor II unterteilt. Hier begann 1878 auf einer Fläche von 1.800 ha der Bau einer staatlichen Fehnsiedlung. Dazu wurden in einer Reihensiedlung 48 Kolonate mit einer Fläche von 4 bis 6 ha angelegt, die nach wenigen Jahren verkauft waren. Im Jahre 1890 wurde der Ort eine selbstständige politische Gemeinde, die 1951 in der Großgemeinde Wiesmoor aufging.